# Лесная, Оксана Николаевна
Окса́на Никола́евна Лесна́я (девичья фамилия Перево́шкина; род. 20 апреля 1965, Минск) — белорусская актриса. Заслуженная артистка Республики Беларусь (2013).

## Биография
Родилась 20 апреля 1965 года в городе Минске.
В 1982 году окончила среднюю школу № 63 в городе Минске.
В 1986 году окончила Белорусский театрально-художественный институт (курс народной артистки БССР З. И. Броварской). Несколько лет проработала в театре юного зрителя.
В 1991 году приглашена в Национальный академический Русский драматический театр имени М. Горького, где служит по сей день, являясь ведущим мастером сцены.

## Творчество

### Работы в театре
- «Идеальный муж» О. Уайльда — Миссис Чивли
- «Васса» М. Горького — Анна
- «Волки и овцы» А. Н. Островского — Евлампия Николаевна Купавина
- «Мнимый больной» Мольера — Белина
- «Перед заходом солнца» Герхарта Гауптмана — Инкен Петерс
- «Земляничная поляна» Ингмара Бергмана — Берит
- «Букеев и компания…» М. Горького — Ольга Борисовна
- «Христос и Антихрист» Д. Мережковского — Кронпринцесса Софья-Шарлотта
- «Легенда о бедном Дьяволе» Владимира Короткевича — Королева Агата
- «Ниночка» Мельхиор Ланжьель — Великая Княгиня Ксения
- «Дядюшкин сон» Ф. М. Достоевского — Настасья Петровна
- «Кто твой любовник, Жозефа?» Марсель Ашар — Жозефа Лантене
- «Пойманный сетью» Рэй Куни — Барбара Смит
- «Амфитрион» по мотивам Плавта, Мольера и др. — Леда, царица Спарты
- «В сумерках» Алексея Дударева — Софья
- «Пир во время чумы и…» — «Метель» А. С. Пушкина — Марья Гавриловна
- «Перпетуум мобиле, или Вечер еврейского анекдота» Бориса Луценко
- «Раскіданае гняздо» Янки Купалы — Зоська
- «Ужин с придурком» Франсиса Вебера — Марлен Сассер
- «Прикосновение» Патрика Марбера — Анна
- «Зойкина квартира» Михаила Булгакова -  Зоя Денисовна Пельц

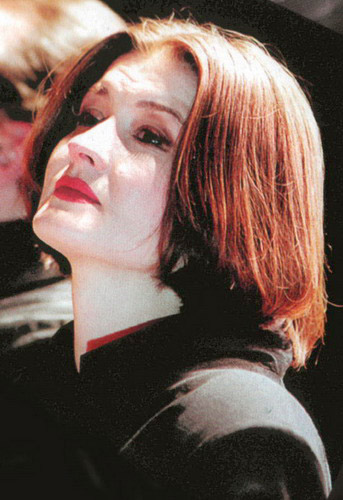
Оксана Лесная в роли Анны, спектакль «Прикосновение», 2001

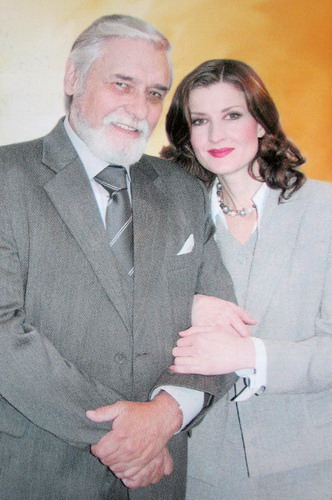
Оксана Лесная в роли Инкен Петерс и Ростислав Янковский в роли Маттиаса Клаузена, спектакль «Перед заходом солнца», 2007

### Фильмография
- 1992 — Крест на земле и луна в небе — эпизод
- 1994 — Эпилог — дочь Ивана Андреевича
- 2000 — Каменская — Светлана Петровна
- 2001 — Ускоренная помощь — Наталья Попова
- 2001 — Ускоренная помощь 2 — Наталья Клунина
- 2001 — FM и ребята — Нелли
- 2002 — Закон — Тарасова Анна Григорьевна
- 2002 — Каменская-2 — Ирина Ивановна, сотрудница НИИ
- 2003 — Бабий Яр эпизод (нет в титрах)
- 2003 — В июне 41-го — деревенская женщина
- 2003 — Вокзал — певица
- 2003 — Тёмная лошадка — журналистка на радио
- 2004 — Команда
- 2005 — Воскресенье в женской бане — Ирина
- 2005 — Каменская-4 — Ирина Ивановна, сотрудница НИИ
- 2005 — Человек войны
- 2006 — Любовь и страхи Марии — риэлтор
- 2006 — Рифмуется с любовью — Ирина Сергеевна, психолог
- 2006 — Соблазн — Елена Галахова
- 2006 — Три талера — Мама Кати
- 2007 — Бумеранг — бригадирша Раиса Ивановна Лобова
- 2007 — Супермаркет — Киллерша Чернявая
- 2007 — Родина или смерть — фрау Хинце
- 2007 — Скульптор смерти — Ирина Рудольфовна
- 2007 — Застава Жилина — начальница распределителя
- 2008 — Тень самурая — пани Кристина
- 2009 — Волки — Клавдия Ивановна
- 2009 — Вольф Мессинг: видевший сквозь время
- 2009 — Вызов-4 — Демьяненко
- 2009 — Детективное агентство «Иван да Марья» — Тамара Мещерина
- 2009 — Инсайт — Люся
- 2009 — Снайпер: Оружие возмездия — фрау Марта
- 2010 — Гадание при свечах — Елена Георгиевна, секретарь
- 2010 — Журов-2 — Лариса Белянова
- 2010 — Катино счастье — Галина Сергеевна, мать Антона
- 2010 — Масакра — графиня
- 2011 — Навигатор — мать Марианны
- 2011 — Понаехали тут — Лера, подруга Татьяны
- 2011 — Поцелуй Сократа — Нино Семирская, искусствовед
- 2011 — Четыре времени лета — Анна Валерьевна, мать Таты
- 2012 — Роман в письмах — Лидия
- 2012 — Однолюбы
- 2012 — Полосатое счастье — Раиса Ильинична
- 2012 — Санта Лючия — продавщица
- 2013 — Букет — мать Эдика
- 2013 — Любовь из пробирки
- 2013 — Клянёмся защищать — Элеонора, хозяйка модельного агентства
- 2018 — Отпуск за период службы — мать Марины

## Номинации и награды
- Медаль Франциска Скорины (19 февраля 2008) — за трудовые заслуги
- Заслуженная артистка Республики Беларусь (16 января 2013) — за многолетнюю плодотворную работу, образцовое исполнение служебных обязанностей и высокое профессиональное мастерство, проявленное в борьбе с преступностью и при ликвидации чрезвычайных происшествий, значительный личный вклад в организацию и оказание медицинской помощи населению, заслуги в развитии нефтепроводного и железнодорожного транспорта, библиотечного дела, системы образования, театрального и музыкального искусства, физической культуры и спорта[2]
- Номинация на лучшую женскую роль второго плана за фильм «Соблазн» — XV Международный фестиваль актёров кино «Созвездие» (Тверь, 19 июня 2007 года)
- Диплом за исполнение роли в фильме «Соблазн» (Бердянск, 27 августа 2007 года)
- Диплом Международного театрального фестиваля «Белая Вежа», «За высокое актерское мастерство», роль «Великая княгиня Ксения», Спектакль «Ниночка» (Брест, 15 сентября 2006 года)